# 卡拉河 (多哥)
10°01′19″N 0°24′36″E / 10.022°N 0.410°E
卡拉河（法語：Kara），是西非的河流，發源自貝寧西部的峽谷省，流經多哥的卡拉區，最終在兩國接壤邊境注入奧蒂河，當局現時在河谷地區進行發展計畫。